# Мої співгромадяни!
Мої співгромадяни! (кор. 국민 여러분!) — південнокорейський кримінально-комедійний серіал що транслювався щопонеділка та щовівторка з 1 квітня по 28 травня 2019 року на телеканалі KBS2.

## Сюжет
Ян Чон Гук талановитий шахрай, але одного разу його самого дурить його знайома, до того ж він встряв в халепу видуривши значні кошти в боса гангстерів. Намагаючись відволіктися від своїх проблем, Чон Гук пішов розважитися до клубу, де зустрів дівчину яка одразу йому надзвичайно сподобалася. Після бурхливого роману вони вирішують одружитися, але одразу після весілля, Чон Гука чекала величезна несподіванка. Під час весільної подорожі, його кохана зізнається що вона працює в поліції детективом. Шокованому Чон Гуку не залишається іншого вибору як вдавати з себе звичайного клерка, щосили намагаючись приховати хто він насправді є. Ситуацію ускладнює те що його вистежила донька ошуканого боса гангстерів, яка замість помсти вирішила зробити з Чон Гука кишенькового політика який буде виконувати її волю. Під час передвиборчої кампанії до Національної асамблеї, Чон Гук захоплюється кампанією та неочікувано для себе відкриває що він дійсно хоче щось змінити найкраще в своєму виборчому окрузі. Але допомога людям зовсім не входить до планів Ху Чжи, яка постійно шантажує Чон Гука тим що розповість хто він є його коханій дружині. Але щоб вирватися з чіпких пазурів Ху Чжи, Чон Гуку доведеться використати всю свою майстерність.

## Акторський склад

### Головні ролі
- Чхве Сі Вон — у ролі Ян Чон Гука[1][2]. Досвідчений шахрай в третьому поколінні, він настільки вправний що жодного разу не потрапляв до поліції. Волею долі він стає кандидатом в депутати Національної асамблеї, та перемагає на виборах.
- Лі Ю Йон — у ролі Кім Мі Йон[3]. Дружина Чон Гука, детектив поліції у другому поколінні. Під час одного з розслідувань неочікувано для себе виявила що її чоловік досвідчений шахрай.
- Кім Мін Чон — у ролі Пак Ху Чжи[4]. Одна з п'яти доньок боса гангстерів який все життя займався акульїм бізнесом. Але її амбіції значно ширші, вона займається підкупом членів Національної асамблеї та навіть бажає зробити депутатом свою людину.

### Члени команди та родина Чон Гука
- Кім Ї Сон[en] — у ролі Кім Чу Мьона. Триразовий депутат Національної асамблеї, через інтриги недопущений до чергових виборів. З примусу Ху Чжи, змушений допомагати Чон Гуку вести передвиборчу кампанію.
- Кім Кі Нам[ko] — у ролі Пак Ван Го. Племінник Чу Мьона, політичний експерт та радник Чон Гука.
- У Хьон[en] — у ролі Ян Сі Чхоля. Батько Чон Гука. Все життя заробляв кошти всілякими шахрайствами.
- Пак Кьон Хє[ko] — у ролі Ян Мі Чон. Сестра Чон Гука. Мати одиначка, також нічого не вміє крім всіляких шахрайств.
- Ян Дон Гин — у ролі Кім Чхоль Су. Помічник Чон Гука.
- Кім Сі У — у ролі доньки Мі Чон. Незважаючи на юний вік активно навчається шахрайствам, та вчиться допомагати в справах матері та діду.

### Люди пов'язані з Мі Йон
- Тхе Ін Хо[en] — у ролі Хан Сан Чжина[5]. Зведений брат Мі Йон. Новачок в політиці, також бере участь у виборах до Національної асамблеї.
- Гіль Хе Йон[en] — у ролі Кім Кьон Е. Мати Мі Йон та Сан Чжина. Офіцер поліції, голова відділку в якому працює Мі Йон.
- Чхве Де Чхоль[en] — у ролі поліцейського Лі. Член команди Мі Йон.
- Чха Ре Хьон[ko] — у ролі поліцейського Гу.
- Чі І Су[ko] — у ролі поліцейської На.

### Люди пов'язані з Ху Чжою
- Хо Че Хо[ko] — у ролі Чхве Пхіль Чжу. Права рука Ху Чжи.
- Ан Ин Чжін — у ролі Пак Гвї Нам. Молодша сестра та секретар Ху Чжи.
- Кім Чон Гу[ko] — у ролі Пак Сан Піхіля. Гангстер, позикова акула, батько Ху Чжи та її сестер.

### Інші
- Ю Че Мьон[en] — у ролі Кім Су Іля. Корумпований депутат.
- Чон Сок Хо[en] — у ролі Кан Хьон Тхе[6].

## Рейтинги
- Найнижчі рейтинги позначені синім кольором, а найвищі — червоним кольором.
- Серіал транслювався по 2 серії в день.

| Серія            | Прем'єра         | Рейтинг        | Рейтинг     | Рейтинг        |
| Серія            | Прем'єра         | AGB Nielsen    | AGB Nielsen | TNmS Ratings   |
| Серія            | Прем'єра         | По всій країні | Сеул        | По всій країні |
| ---------------- | ---------------- | -------------- | ----------- | -------------- |
| 1                | 1 квітня 2019    | 6,8 %          | 6,3 %       | 6,7 %          |
| 2                | 1 квітня 2019    | 7,5 %          | 6,9 %       | 7,1 %          |
| 3                | 2 квітня 2019    | 7 %            | 7,2 %       | 6,2 %          |
| 4                | 2 квітня 2019    | 8,4%           | 9%          | 7,4%           |
| 5                | 8 квітня 2019    | 5,4 %          | 5,2%        | 4,8 %          |
| 6                | 8 квітня 2019    | 6,5 %          | 6,1 %       | 5,9 %          |
| 7                | 9 квітня 2019    | 6,9 %          | 7,3 %       | 5,7 %          |
| 8                | 9 квітня 2019    | 7,9 %          | 8,3 %       | 6,3 %          |
| 9                | 15 квітня 2019   | 5,3 %          | 5,5 %       | 4,4%           |
| 10               | 15 квітня 2019   | 6 %            | 5,9 %       | 5,3 %          |
| 11               | 16 квітня 2019   | 5,4 %          | Н/Д         | Н/Д            |
| 12               | 16 квітня 2019   | 6,5 %          | 6,3 %       | 6,1 %          |
| 13               | 22 квітня 2019   | 4,3%           | Н/Д         | Н/Д            |
| 14               | 22 квітня 2019   | 5,4 %          | Н/Д         | 5,2 %          |
| 15               | 23 квітня 2019   | 5 %            | Н/Д         | Н/Д            |
| 16               | 23 квітня 2019   | 6.9 %          | Н/Д         |                |
| 17               | 29 квітня 2019   | 4.9 %          | Н/Д         |                |
| 18               | 29 квітня 2019   | 6,6 %          | 6,9 %       |                |
| 19               | 30 квітня 2019   | 5,8 %          | 5,9 %       |                |
| 20               | 30 квітня 2019   | 7 %            | 7,2 %       |                |
| 21               | 6 травня 2019    | 4,5 %          | Н/Д         |                |
| 22               | 6 травня 2019    | 6,2 %          | 6,3 %       |                |
| 23               | 7 травня 2019    | 6,1 %          | 6,3 %       | 5,4 %          |
| 24               | 7 травня 2019    | 7 %            | 6,6 %       | Н/Д            |
| 25               | 13 травня 2019   | 5,1 %          | Н/Д         | 4,4%           |
| 26               | 13 травня 2019   | 5,7 %          | 5,8 %       | 5 %            |
| 27               | 14 травня 2019   | 5,4 %          | 5,5 %       | 5,4 %          |
| 28               | 14 травня 2019   | 6,4 %          | 6,5 %       | 5,9 %          |
| 29               | 20 травня 2019   | 5 %            | Н/Д         | Н/Д            |
| 30               | 20 травня 2019   | 6 %            | 6,1 %       | 5,8 %          |
| 31               | 21 травня 2019   | 6,5 %          | 6,8 %       | 5,9 %          |
| 32               | 21 травня 2019   | 7,5 %          | 7,7 %       | 6,4 %          |
| 33               | 27 травня 2019   | 4,6 %          | Н/Д         | Н/Д            |
| 34               | 27 травня 2019   | 5,9 %          | 6,1 %       | Н/Д            |
| 35               | 28 травня 2019   | 6,3 %          | 6,5 %       | 5,5 %          |
| 36               | 28 травня 2019   | 8 %            | 8,1 %       | 6,7 %          |
| Середній рейтинг | Середній рейтинг | 6,2%           | —           | —              |

## Нагороди
| Рік  | Нагорода                      | Категорія                                               | Отримувач   | Результат | Прим. |
| ---- | ----------------------------- | ------------------------------------------------------- | ----------- | --------- | ----- |
| 2019 | 12-та Премія корейської драми | Нагорода за високу майстерність (акторки)               | Кім Мін Чон | Перемога  | [ 8 ] |
| 2019 | 33-тя Премія KBS драма        | Нагорода за майстерність (актор середньотривалої драми) | Чхве Сі Вон | Перемога  | [ 9 ] |